# Kurixalus idiootocus
Kurixalus idiootocus (лат.) — вид лягушек из семейства веслоногих лягушек. Является эндемиком Тайваня и широко известен как храмовая древесная лягушка. Естественной средой обитания являются субтропические или тропические кустарниковые степи, сезонно влажные или затопляемые низинные луга, пресноводные болота, пересыхающие пресноводные болота и орошаемые земли. Вид внесён в список МСОП как вызывающий наименьшее беспокойство, хотя возможно некоторое разрушение среды его обитания.

## Описание
Kurixalus idiootocus — небольшая древесная лягушка размером от 24 до 43 миллиметров в длину, причём самки обычно крупнее самцов. Голова широкая с треугольной заостренной мордой. Окрашены в коричневый цвет с тёмной полосой, идущей вдоль позвоночника. Бока головы и тела покрыты мраморным рисунком с тёмно-коричневыми пятнами, а на центральной части спины часто имеется большой тёмно-коричневый узор в форме песочных часов. Участков с зелёной окраской нет. Верхняя сторона головы имеет бугорки, кожа с зернистыми выступами. На пальцах конечностей есть уплощенные диски и перепонки, особенно на задних лапах.

## Распространение и среда обитания
Kurixalus idiootocus широко распространён на Тайване на высоте до 750 метров над уровнем моря. Обычно его можно найти возле стоячих водоёмов, на рисовых полях, влажных лугах или кустарниках.

## Жизненный цикл
Сезон размножения вида K. idiootocus длится с марта по июнь. Самцы лягушек собираются в подходящих местах, с поверхности земли или с низких кустов раздаются крики, агрессивны по отношению к друг другу. Призывный крик состоит из серии периодически повторяющихся «птичьих трелей» продолжительностью в несколько секунд. В исследовании 2014 года группа под руководством зоолога Ю-Те Кирк Линь из Национального тайваньского университета в Тайбэе изучала древесных лягушек Kurixalus idiootocus в лесном пригороде во время брачного сезона, который в регионе длится с февраля по сентябрь. Самцы этого вида демонстрируют ритуал ухаживания за самками, во время которого они устраивают своеобразные соревнования. Для этого они образуют группы, чтобы продемонстрировать достоинства и победить в конкуренции за самок. В данном случае учёные наблюдали один из ритуалов брачного поведения — пение. Команда обнаружила, что городские древесные лягушки использовали открытые бетонные стоки вдоль дороги как места скоплений, хотя они резко отличаются от тех, которые встречаются в естественной среде обитания (прудов, на берегах которых самцы поют брачные песни). Древесных лягушек возле ливневых стоков в пригороде Тайбэя насчитали в количестве одной пары на квадратный метр или чуть более 7 на участке, тогда как обычная статистика — 0,02 лягушки на квадратный метр. С помощью акустического анализа и специальной аппаратуры учёные выяснили, что песни лягушек в стоках во время брачного ритуала примерно на 4 децибела громче, чем на других участках. Длина 13 нот в песнях самцов на 10% длиннее, когда призыв исходил из стоков.
Отличительной и характерной особенностью данного вида является то, что кладки, содержащие около 180 икринок, откладываются не в водоёме, а на суше в непосредственной близости от воды. K. idiootocus откладывают окрашенные икринки (одна половина серо-коричневая, вторая светло-желтовато-серая), покрывая их прозрачными студенистыми оболочками на земле: у кромки воды или в углублениях, под опавшими листьями или другим мусором, в углублениях почвы или в расщелинах за камнями, возле крысиных нор, а также во влажной грязи.
При этом головастики вылупляются только тогда, когда наступает сезон дождей: вода заполняет углубления или смывает их в близлежащие водоёмы. Отдельные кладки могут находиться на расстоянии более полуметра от воды. Яйцеклетки имеют диаметр около 2 мм и покрыты двумя слоями оболочки, при этом диаметр внешнего жёсткого нелипкого слоя составлял около 4 мм. Размер кладки составляет в среднем 182 яйца. На Тайване древесные лягушки (лат. Kurixalus berylliniris и Kurixalus wangi) откладывали икру в лужах или в воде, скопившейся в разлагающихся стволах древовидного папоротника Cyathea spinulosa.
Лягушки родственного таксона Kurixalus lenquanensis откладывают яйца в дуплах упавших полусгнивших бамбуковых деревьев. Разнообразные способы сохранения потомства демонстрирует способность вида Kurixalus проявлять разные репродуктивные способы, включая развитие головастиков в воде; сооружение наземного гнезда, покрытого пеной или гелем; наземное прямое развитие. Это способствует меньшей зависимости от стоячих водоёмов и, возможно, предоставляет новые возможности для распространения видов.
По словам описавших вид Kuramoto & Wang, видовой эпитет происходит от древнегреческого «idios», или «своеобразный», и «ootocos», или «яйцекладка», что связано с различными моделями откладывания яиц. Икринки имеют две желеобразные оболочки, внешняя из которых жёсткая и нелипкая. Они откладываются в углубления в земле, в неглубокие норки во влажных местах, под камни, в расщелины или отверстия и иногда покрывают опавшими листьями. Эмбриональное развитие в икринках начинается вместе с сезоном муссонов. Оно не происходит до тех пор, пока не выпадут сильные дожди и впадина, где находится кладка, не заполнится водой, или пока головастики не будут смыты в близлежащие канаву, пруд или лужу. Головастики тёмно-коричневые, иногда с чёрными пятнами. Травоядны.

## Охранный статус
В своём Красном списке видов, находящихся под угрозой исчезновения, МСОП указывает Kurixalus idiootocus как вид, вызывающий наименьшее беспокойство. Это связано с тем, что это обычный вид с относительно большим ареалом, и его популяция кажется стабильной. Вероятно, люди несколько разрушили его среду обитания, но он присутствует на ряде охраняемых территорий, где его не должны беспокоить.